# BX Возничего
BX Возничего (лат. BX Aurigae) — одиночная переменная звезда в созвездии Возничего на расстоянии (вычисленном из значения параллакса) приблизительно 8803 световых лет (около 2699 парсеков) от Солнца. Видимая звёздная величина звезды — от +12,5m до +11,6m.

## Характеристики
BX Возничего — оранжевый гигант, пульсирующая медленная неправильная переменная звезда (LB:) спектрального класса K. Радиус — около 76,07 солнечных, светимость — около 1188,474 солнечных. Эффективная температура — около 3886 К.